# 932
Évszázadok: 9. század – 10. század – 11. század
Évtizedek: 880-as évek – 890-es évek – 900-as évek – 910-es évek – 920-as évek – 930-as évek – 940-es évek – 950-es évek – 960-as évek – 970-es évek – 980-as évek
Évek: 927 – 928 – 929 – 930 –  931 – 932 – 933 – 934 – 935 – 936 – 937

## Események

### Európa
- Hugó itáliai király feleségül veszi féltestvére, Guidó toszkánai herceg özvegyét, a Rómát markában tartó Maroziát. Az esküvőn Hugó ügyetlenkedéséért megüti Marozia fiát, II. Alberic spoletói herceget. A sértett Alberic fellázítja a római népet és megrohamozzák a palotát. Hugó a palota ablakából leeresztett kötélen elmenekül, de Maroziát elfogják és bebörtönzik. Alberic kikiáltja magát Róma hercegévé. Egy időre őrizet alá veszi féltestvérét, XI. János pápát, de aztán engedélyezi neki, hogy a Lateráni palotából az egyház ügyeit intézze.
- II. Orso Participazio velencei dózse lemond és kolostorba vonul. Helyére II. Pietro Candianót választják meg.
- Madarász Henrik német király zsinatot hív össze Erfurtban, ahol jóváhagyást kér ahhoz, hogy felhagyjon a magyaroknak való adófizetéssel. A zsinat elutasítja Pietro dózse levélben érkezett javaslatát, hogy minden zsidót kereszteljenek meg, aki pedig nem hajlandó erre, azt száműzzék. Henrik ezt követően dolgukvégezetlen elküldi az adóért jövő magyar követeket, ami a háború kiújulását jelenti.
- Az előző évben trónfosztott és kolostorba küldött IV. Alfonz leóni király két unokaöccsével együtt fellázad öccse, II. Ramiro király ellen. Csatát veszít, elfogják és megvakítva visszaküldik a kolostorba.
- III. Abd al-Rahmán córdobai kalifa két évi ostrom után elfoglalja a lázadó Toledót.

### Abbászida Kalifátus
- Al-Muktadir kalifa összegyűjti támogatóit, hogy elűzze a hatalmat magához ragadó Munisz al-Muzaffar főparancsnokot. A Bagdad falai előtt lezajló csatában a kalifa elesik és Munisz annak féltestvérét, al-Káhirt helyezi a trónra.

## Születések
- augusztus 28. - I. Richárd, normandiai herceg
- szeptember 26. - al-Muizz, fátimida kalifa
- Abu Ali Miszkavajh, perzsa filozófus és történetíró
- Abu Firász al-Hamdání, arab költő
- I. Sancho, leóni király

## Halálozások
- október 31. – al-Muktadir, abbászida kalifa
- Izsák Iszraeli ben Solomon, zsidó orvos
- II. Reginar, hainaut-i gróf

## Fordítás
- Ez a szócikk részben vagy egészben  a(z)   932 című angol Wikipédia-szócikk ezen változatának fordításán alapul.  Az eredeti cikk szerkesztőit annak laptörténete sorolja fel. Ez a jelzés csupán a megfogalmazás eredetét és a szerzői jogokat jelzi, nem szolgál a cikkben szereplő információk forrásmegjelöléseként.